# Komuna e Bazit
Komuna e Bazit är en kommundel och tidigare  kommun i Albanien.   Den ligger i prefekturen Qarku i Dibrës, i den norra delen av landet, 30 km norr om huvudstaden Tirana.
I omgivningarna runt Komuna e Bazit växer i huvudsak blandskog.  Runt Komuna e Bazit är det ganska tätbefolkat, med 54 invånare per kvadratkilometer.